# Knut Næss
Knut Næss (Trondheim, 11 de marzo de 1927 - Trondheim, 11 de septiembre de 2015) fue un futbolista noruego que jugaba en la demarcación de centrocampista.

## Biografía
Empezó a formarse como futbolista en 1937 en el Rosenborg BK. Tras ocho años, finalmente en 1945 dio el salto al primer equipo. Jugó alrededor de 200 partidos con el club, llegando a capitanearlo en varias ocasiones. Finalmente, en 1960, se retiró tras sufrir una grave lesión. Tras su retiro entrenó durante un año al club que le vio jugar. Posteriormente el Nidelv IL se hizo con sus servicios para los tres años siguientes, ascendiendo de categoría en dos ocasiones, dejando al club en segunda división. Al final del año 1963 volvió al Rosenborg BK para dirigir al equipo. Durante su estancia de cuatro años llegó a ganar la Tippeligaen en 1967, al igual que la Copa de Noruega en 1964.
Falleció el 11 de septiembre de 2015 en Trondheim a los 88 años de edad.

## Clubes

### Como futbolista
| Club         | País    | Año         |
| ------------ | ------- | ----------- |
| Rosenborg BK | Noruega | 1945 - 1960 |

### Como entrenador
| Club         | País    | Año         |
| ------------ | ------- | ----------- |
| Rosenborg BK | Noruega | 1959 - 1960 |
| Nidelv IL    | Noruega | 1960 - 1963 |
| Rosenborg BK | Noruega | 1964 - 1968 |